# Alfredo Roberts
Alfredo Roberts (Fort Lauderdale, 17 marzo 1965) è un ex giocatore di football americano statunitense che ha militato nel ruolo di tight end nella National Football League.

## Carriera

### Kansas City Chiefs
Roberts fu scelto dai Kansas City Chiefs nel corso dell'ottavo giro (197º assoluto) del Draft NFL 1988. Nella sua prima stagione disputò come titolare le prime 7 partite prima di venire limitato da un infortunio alla spalla che richiese un intervento in artroscopia a fine stagione. Fu sostituito nella formazione titolare da Jonathan Hayes.
Nel 1989 fu la riserva di Hayes, terminando con 8 ricezioni per 55 yards e un touchdown. Nel 1990 artì come titolare 13 volte, facendo registrare 11 ricezioni per 119 yard.

### Dallas Cowboys
Il 18 marzo 1991 Roberts firmò come free agent con i Dallas Cowboys, riunendosi con il suo ex allenatore della University of Miami Jimmy Johnson. Fu utilizzato come tight end sui blocchi dietro a Jay Novacek, aiutando Emmitt Smith a guidare la lega con 1.563 yard corse.
Nel 1992 contribuì nuovamente a fare guidare a Smith la NFL con 1713 yard e 18 touchdown. Fu costretto a saltare i playoff per un infortunio al ginocchio rimediato nell'ultimo turno contro i Chicago Bears e non fu parte della squadra che vinse il Super Bowl XXVII. Fu sostituito da Derek Tennell.
Nella stagione 1993 fu inserito in lista infortunati dopo essersi fratturato il piede nel training camp contro i Los Angeles Raiders. Alla fine fu sostituito da Scott Galbraith. Il 31 marzo 1994 fu svincolato dopo non essere riuscito a riprendersi dal precedente infortunio.

## Palmarès
- Super Bowl : 2

Dallas Cowboys: XXVII, XXVIII
- National Football Conference Championship: 2

Dallas Cowboys: 1992, 1993